# Reventin-Vaugris
Reventin-Vaugris település Franciaországban, Isère megyében. Lakosainak száma 2042 fő (2022. január 1.). Reventin-Vaugris Saint-Prim, Tupin-et-Semons, Vienne, Ampuis, Chonas-l’Amballan és Les Côtes-d’Arey községekkel határos.

## Népesség
A település népessége az elmúlt években az alábbi módon változott:
| Lakosok száma | 834  | 1209 | 1331 | 1649 | 1786 | 1785 | 1909 | 1974 | 2006 | 2042 |
|               | 1968 | 1982 | 1990 | 2006 | 2013 | 2015 | 2017 | 2019 | 2020 | 2022 |